# Amics de l'Art Vell
Amics de l'Art Vell fou una organització establerta a Barcelona l'any 1929. El seu objectiu era defensar i restaurar el patrimoni artístic de Catalunya. Impulsada per Feliu Elias i Bracons, va rebre el suport d'organitzacions com l'Ateneu Barcelonès o el Centre Excursionista de Catalunya. El seu primer president fou Pere Bosch i Gimpera. Es van especialitzar en la realització d'informes i en la documentació de la situació del patrimoni català i andorrà. L'entitat es va dissoldre el 1935. El seu arxiu es conserva a l'Institut d'Estudis Catalans.